# Техніка

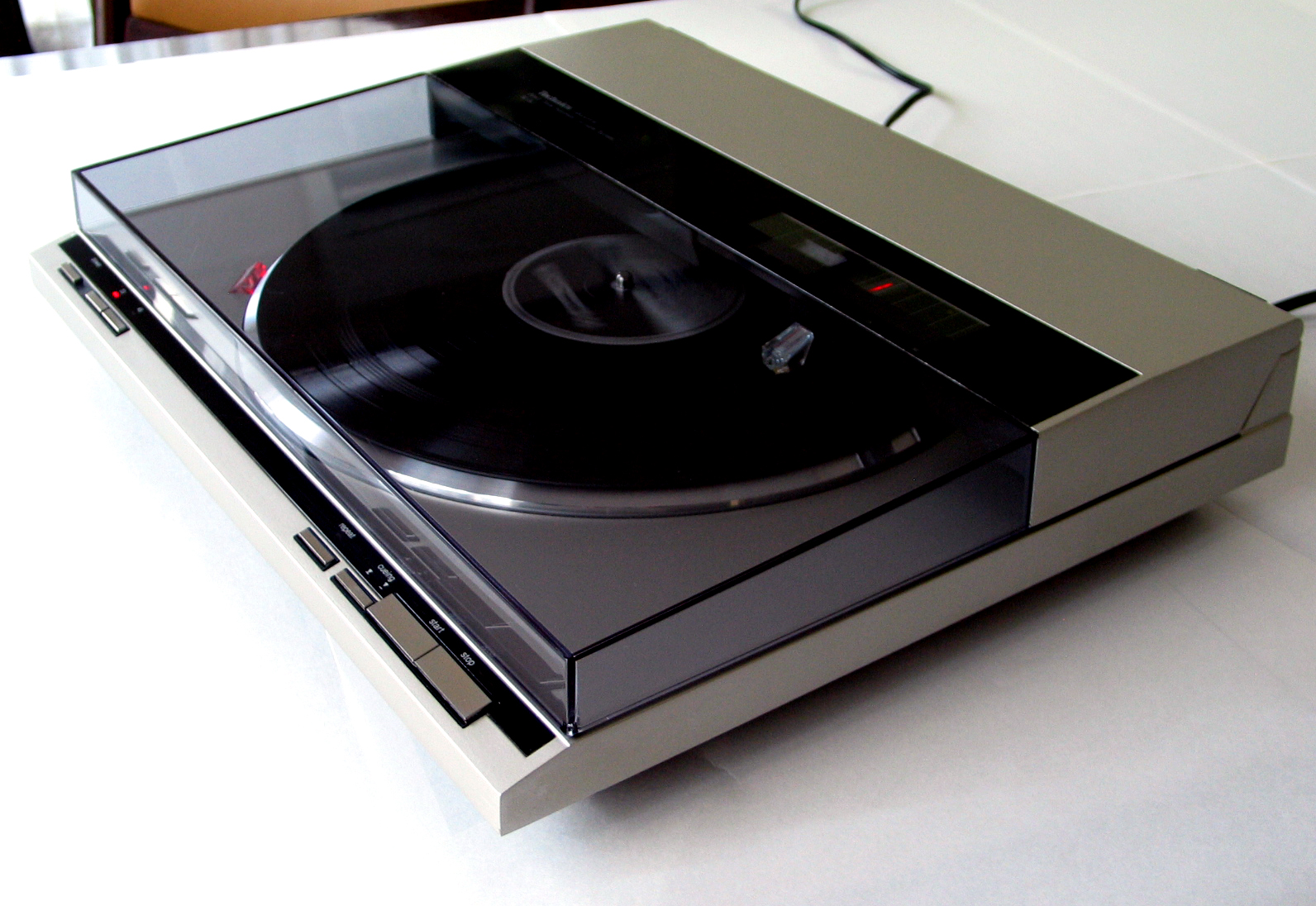
Побутова техніка

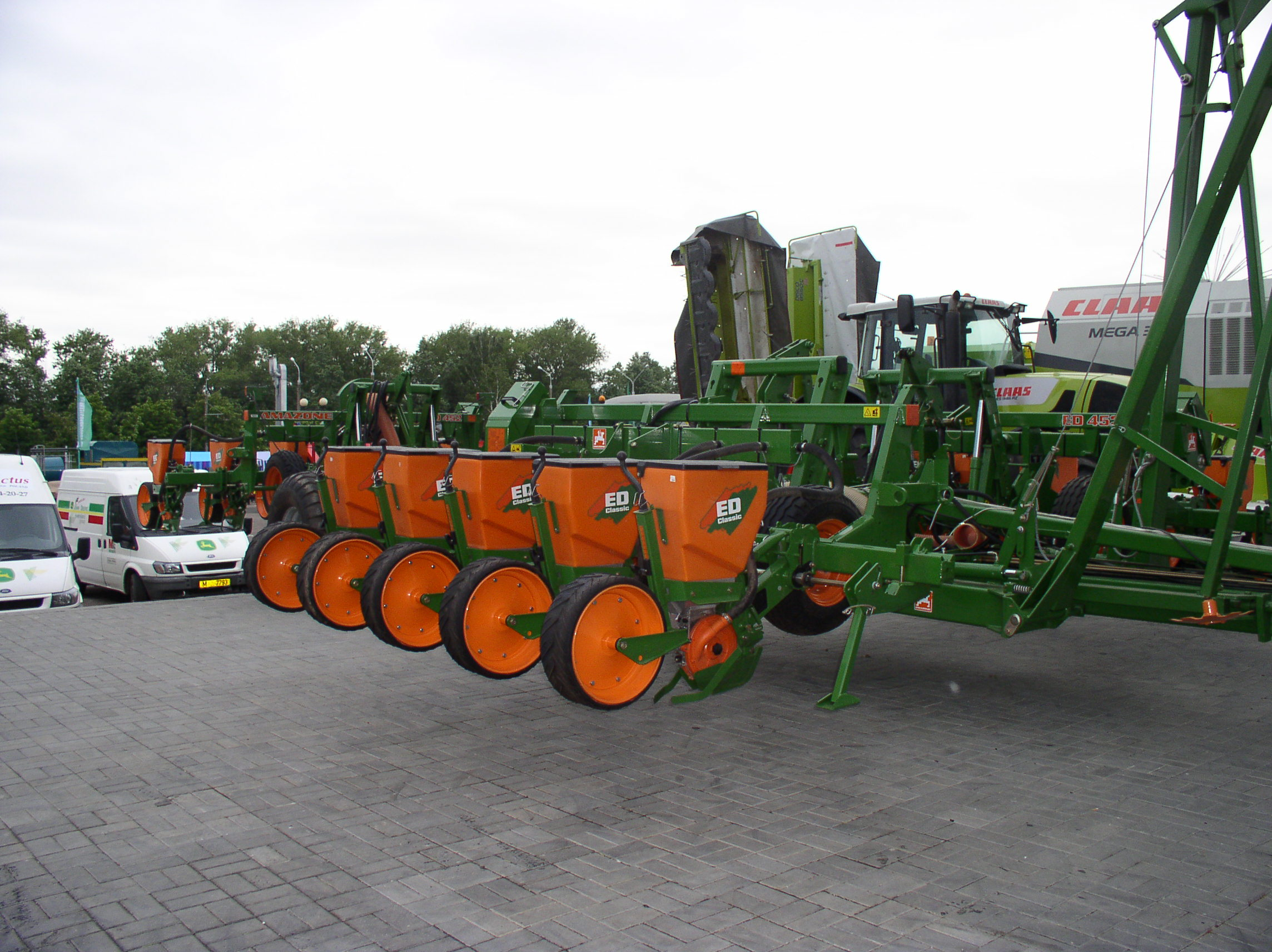
Сільськогосподарська техніка

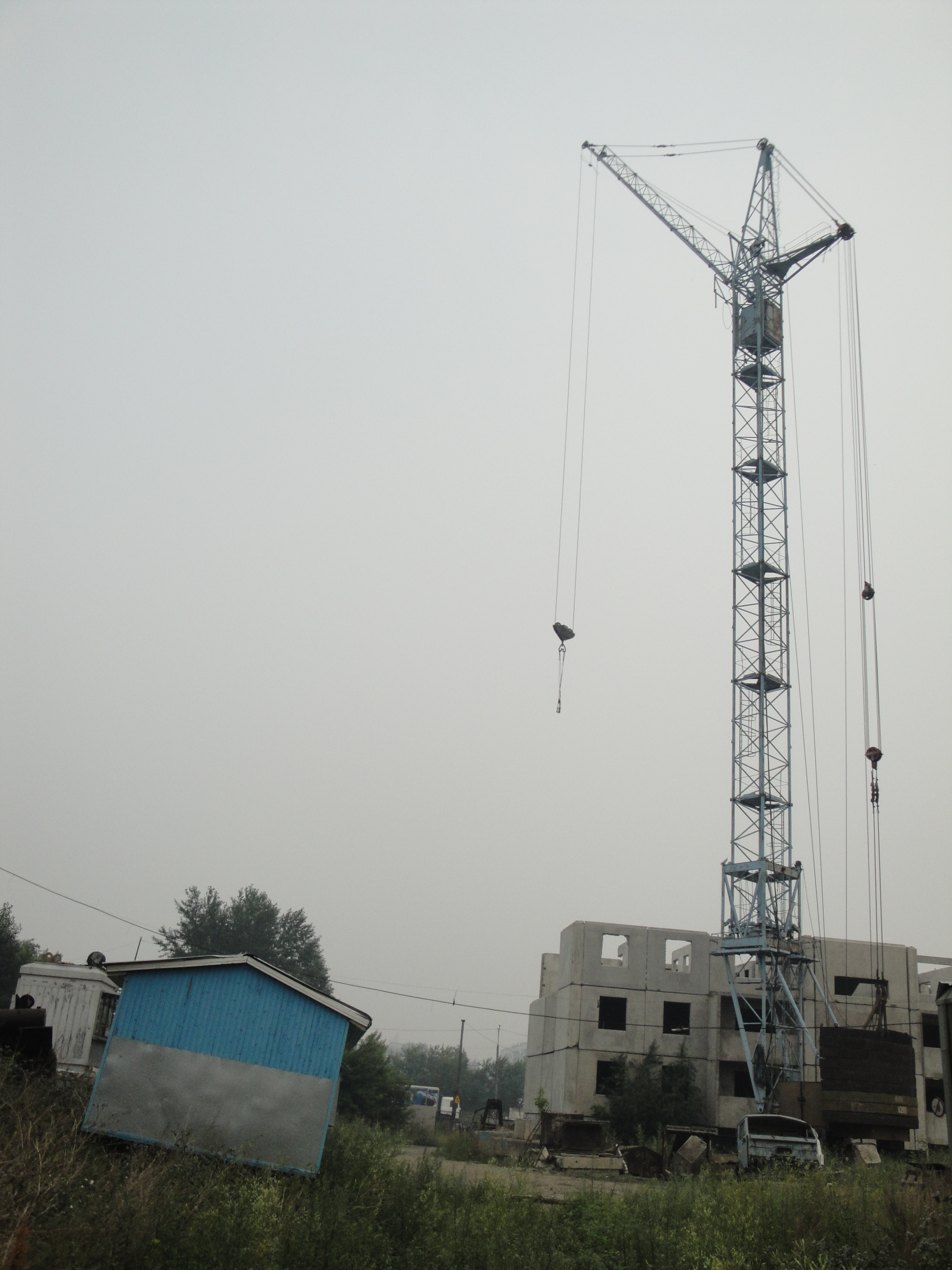
Будівельна техніка

Те́хніка (від грец. techne — мистецтво, майстерність) — сукупність засобів, створених людством для обслуговування своїх потреб виробничого і невиробничого характеру. У техніці матеріалізовано знання і виробничий досвід, накопичені людством у процесі розвитку суспільного виробництва.
У вужчому сенсі під технікою маються на увазі машини, механізми, прилади, пристрої, знаряддя тієї чи іншої галузі. Часто у поняття техніки і до об'єктів технічних наук включається також технологія (від грец. techne + logos — слово, вчення) — сукупність виробничих процесів у певній галузі виробництва, а також опис способів виробництва. Це так тому, що техніка і технологія є двома основними опорами будь-якого виробництва.

## Призначення техніки
Основне призначення техніки — звільнення людини від виконання фізично важкої або рутинної (одноманітної) роботи з метою підвищення ефективності і продуктивності праці, раціональнішого використання природних ресурсів, а також зниження ймовірності помилки людини при виконанні складних операцій.
Області застосування техніки:
- створення матеріальних і культурних цінностей;
- вироблення, перетворення і передача різних видів енергії;
- збір, обробка та передавання інформації;
- проведення наукових досліджень;
- створення і використання різних засобів пересування;
- забезпечення обороноздатності.

Алоїз Хунінг, професор Дюссельдорфського університету, вважає: «Завдання техніки — перетворювати природу і світ людини відповідно до цілей, поставлених людьми на основі їх потреб і бажань. Лише інколи люди можуть вижити без своєї перетворювальної діяльності. Без техніки люди не змогли б упоратися з навколишнім природним середовищем. Отже, техніка — це необхідна частина людського існування протягом всієї історії».

## Історія розвитку техніки
Див. також Історія техніки

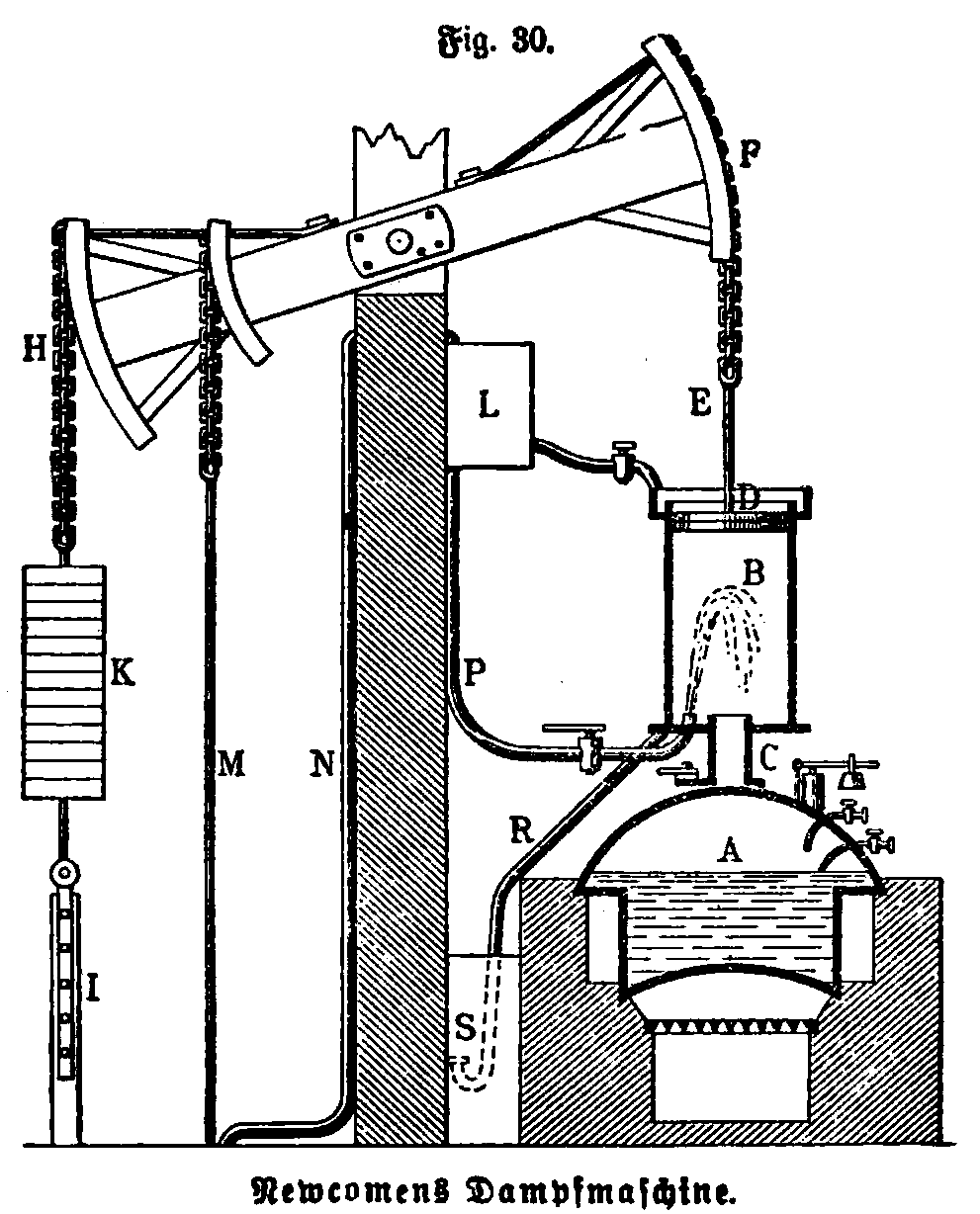
Парова машина Ньюкомена (1712 р.)

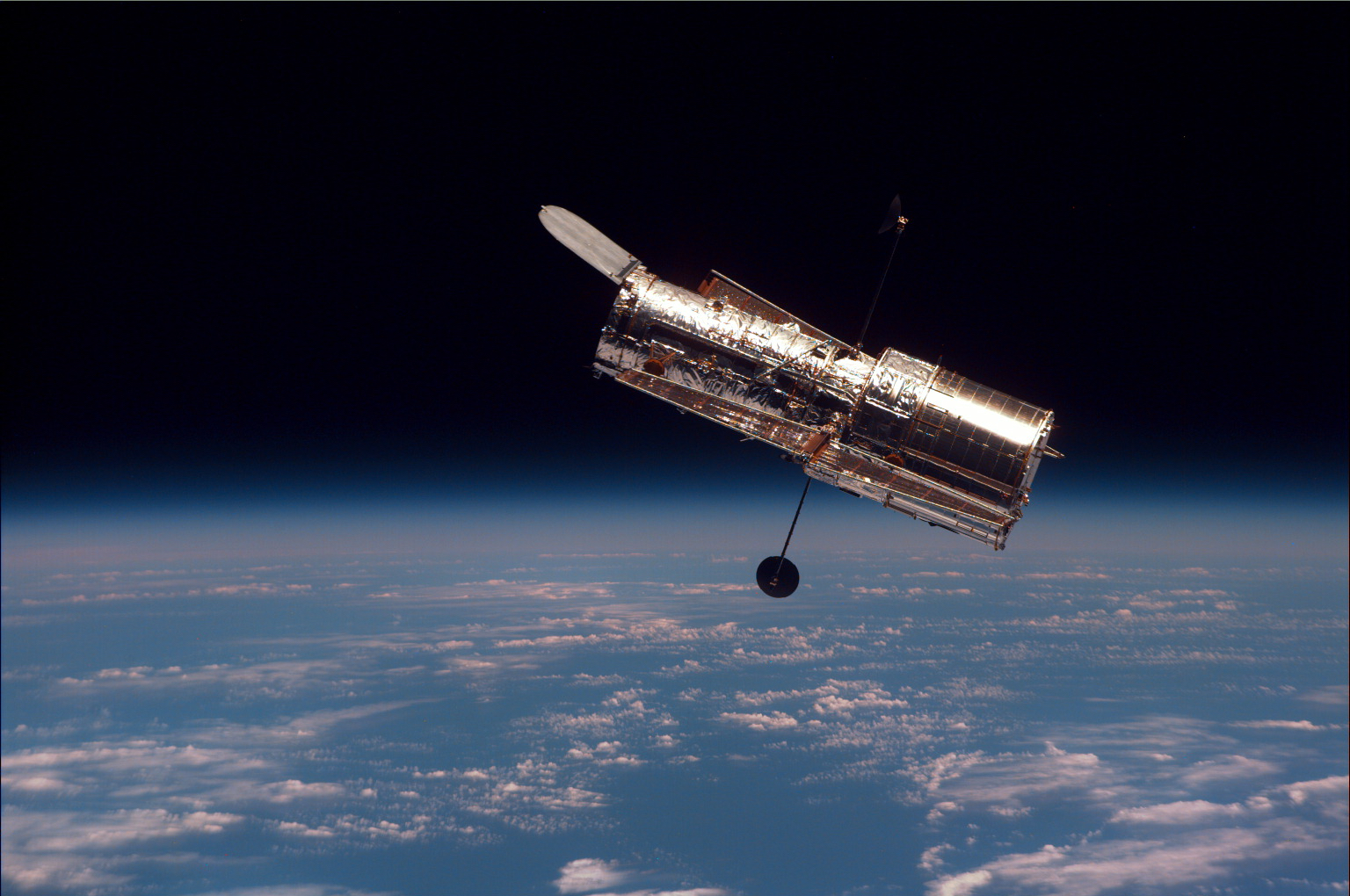
Космічний Телескоп Хаббл. Працює на орбіті з 1990 року

Можна визначити такі основні етапи розвитку техніки:
- Кінець XVIII — початок XIX століття. Промислова революція — створення парової машини і універсальних прядильних верстатів, що ознаменувало перехід ремісничого виробництва до промислової економіки (машинного виробництва).
- Кінець XIX століття. Створення двигуна внутрішнього згоряння, що дозволило створити новий клас компактних машин, у тому числі автомобілів, суден тощо. Широке впровадження електрики, в тому числі способів її генерації та використання електричних машин.
- Початок XX століття. Розвиток радіотехніки та радіоелектроніки. Створення конвеєрного виробництва. Поява та розвиток авіації.
- Середина XX століття. Впровадження широкої автоматизації виробництва, створення обчислювальної техніки. Вихід в космос. Освоєння атомної енергії.
- Кінець XX століття — початок XXI століття. Дослідження в області біо- і нанотехнологій, які можуть призвести до чергової революції в багатьох областях діяльності людини.

## Взаємозв'язок науки і техніки

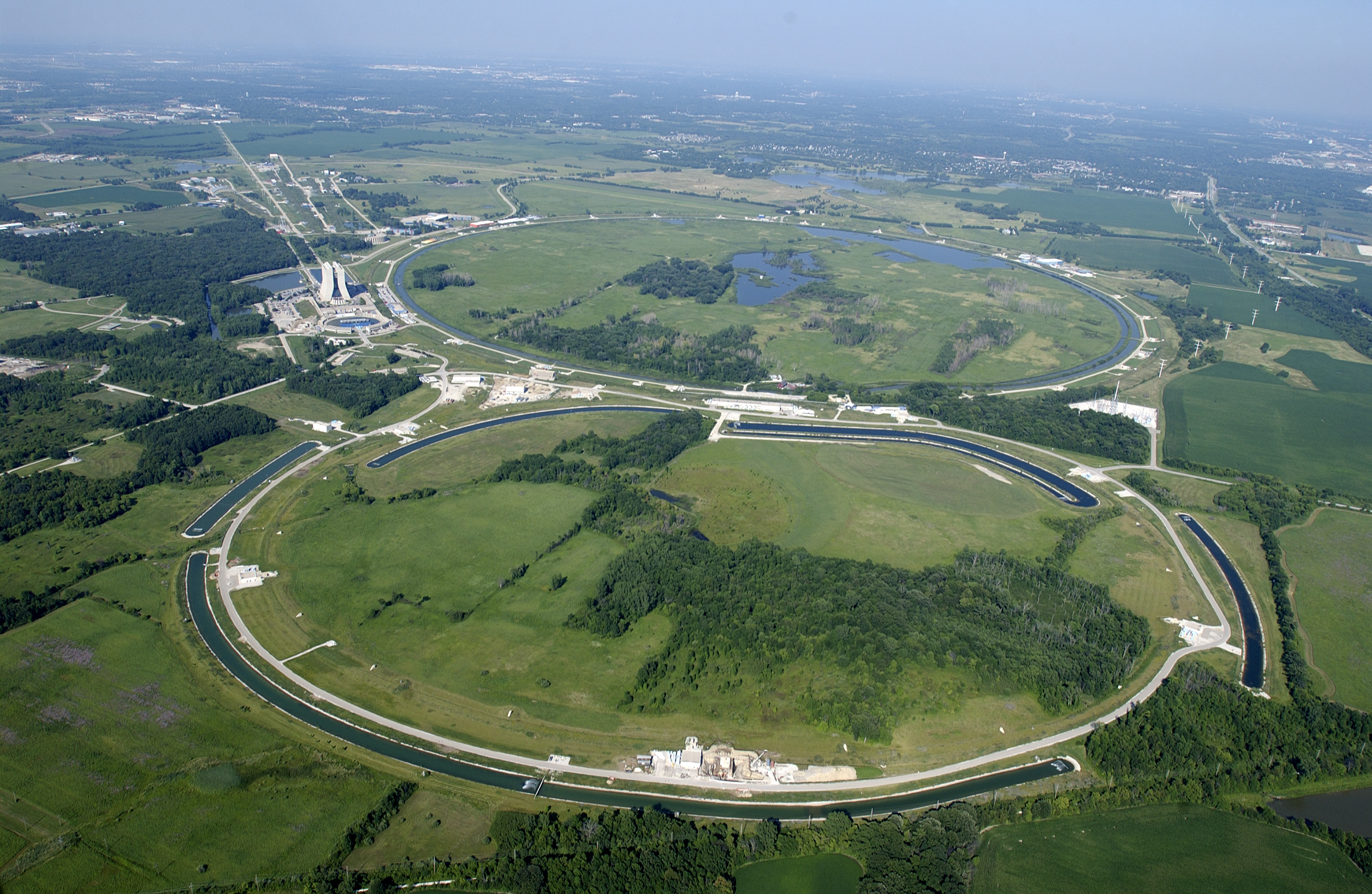
Прискорювач в Лабораторії Фермі

З точки зору розвитку, наука і техніка пов'язані дуже сильно. І якщо в давнину розвиток техніки відбувався на основі досвіду (емпірично), то в даний час це відбувається на зрізі нових наукових знань і досліджень, як наслідок фундаментальних відкриттів. Попередньою умовою створення таких пристроїв, як ядерний реактор або сучасний комп'ютер, є глибоке вивчення фізичних, хімічних та інших процесів, що лежать в основі їх роботи. З іншого боку, наукові дослідження вже неможливі без сучасної техніки найвищого рівня, в цих областях завжди застосовуються найпередовіші розробки, наприклад Великий адронний колайдер.
Таким чином, синхронний розвиток техніки і науки є неодмінною умовою руху людської цивілізації.

## Приклади техніки
- Двигун
- Електростанція
- Озброєння
- Робототехніка

## Найважливіші досягнення техніки

### До нашої ери
| бл. 2 400 тис. (?) | найдавніші кам'яні знаряддя                          | центр.-сх. та пд. Африка |
| бл. 100 тис. (?)   | вміння добувати вогонь                               | Євразія, Африка          |
| бл. 15 тис. (?)    | лук                                                  | пн. Африка               |
| бл. 6200           | будівля з сушеної цегли                              | пд.-зх. Азія             |
| бл. 3200 (?)       | гончарний круг, випалена цегла, інструменти з бронзи | Месопотамія              |
| бл. 2800           | перша велика будівля з каменю: східчаста піраміда    | Єгипет                   |
| 88                 | водяний млин                                         | Мала Азія                |

### Наша ера
| бл. 105     | папір | Шао Лунь                                      | Китай                       |
| бл. 650     | порцеляна | ?                                             | Китай                       |
| бл. 700     | плуг | ?                                             | Франконія                   |
| 1232        | порох та ракети (у військовому застосуванні)                                                                         | ?                                             | Китай                       |
| бл. 1400    | велика доменна піч                                                                                                   | ?                                             | зх. Європа                  |
| бл. 1450    | друкарський прес | Йоганн Гутенберг                              | Німеччина                   |
| бл. 1510    | переносний пружинний годинник                                                                                        | П. Ґенлайн                                    | Німеччина                   |
| 1673 (?)    | мікроскоп | Антонін ван Левенгук                          | Нідерланди                  |
| 1752        | громовідвід | Бенджамін Франклін                            | США                         |
| 1782        | промислова парова машина                                                                                             | Джеймс Ватт                                   | Велика Британія             |
| 1783        | повітряна куля (з нагрітим повітрям; воднем)                                                                         | брати Монгольф'є Жозеф-Мішель та Жак-Етьєнн   | Франція                     |
| 1785        | механічний ткацький верстат                                                                                          | Е. Картрайт                                   | Велика Британія             |
| 1800        | гальванічний елемент                                                                                                 | А. Вольта                                     | Італія                      |
| 1824        | портландський цемент                                                                                                 | Дж. Еспдін                                    | Велика Британія             |
| 1832        | генератор змінного струму                                                                                            | А. Піксу                                      | Франція                     |
| 1839        | фотографія (дагеротип)                                                                                               | Л. Даггер                                     | Франція                     |
| 1853        | технологія промислової переробки нафти та озокериту на нафтопродукти (гас, бензин, нафтовий бітум (асфальт), гудрон) | Йоган Зег                                     | Україна, Львів              |
| 1856        | конверторне виробництво сталі                                                                                        | Генрі Бессемер                                | Велика Британія             |
| 1863        | метро | Дж. Фаулер, Ч. Персон                         | Велика Британія (Лондон)    |
| 1867        | залізобетон | Ж. Моньє                                      | Франція                     |
| 1876        | телефон | Александер Грем Белл                          | США                         |
| 1876        | двигун внутрішнього згоряння                                                                                         | Ніколаус Отто                                 | Німеччина                   |
| 1873 (1879) | електрична лампочка (як ми її знаємо сьогодні)                                                                       | О. М. Лодигін (Т. Едісон)                     | Російська імп. (США)        |
| 1886        | автомобіль | К. Бенц; Готтліб Даймлер                      | Німеччина                   |
| 1895        | кінематограф | брати Люм'єр                                  | Франція                     |
| 1896        | радіо | Г. Марконі; О. Попов                          | Італія Російська імп.       |
| 1903        | літак | брати Райт: Вілбер та Орвілл                  | США                         |
| 1924        | телебачення | Дж. Л. Берд                                   | Велика Британія (Шотландія) |
| 1939        | реактивний літак | Е. Хейнкель                                   | Німеччина                   |
| 1942        | ядерний реактор | Е. Фермі                                      | США (Чикаго)                |
| 1944        | комп'ютер | Дж. В. Моклі, Дж. П. Еккерт                   | США                         |
| 1945        | атомна бомба | колектив під керівництвом Дж. Р. Оппенгеймера | США                         |
| 1954        | атомна електростанція                                                                                                | колектив під керівництвом І. В. Курчатова     | СРСР                        |
| 1956        | відеомагнітофон | ?                                             | США                         |
| 1957        | штучний супутник Землі                                                                                               | колектив під керівництвом С. П. Корольова     | СРСР                        |
| 1958        | мікросхема | Дж. Кілбі                                     | США                         |
| 1960        | лазер | Т. Мейман                                     | США                         |
| 1961        | пілотований космічний корабель                                                                                       | колектив під керівництвом С. П. Корольова     | СРСР                        |
| 1970        | мікропроцесор | ?                                             | США                         |
| 1973        | персональний комп'ютер                                                                                               | ?                                             | США                         |

### До розділу «Найважливіші досягнення техніки»
- «Універсальний словник-енциклопедія „УСЕ“» К., «Ірина», 1999
- «Інновації, що змінили світ» (За матеріалами часопису «Форбс»). Ч. 1[недоступне посилання з липня 2019], 2[недоступне посилання з липня 2019], 3[недоступне посилання з липня 2019], 4, 5
- Найвизначніші досягнення інженерії у 20 столітті